# Tupolev Tu-8
Tupolev Tu-8 là một biến thể tầm xa của loại máy bay ném bom tầm trung Tupolev Tu-2, do Liên Xô phát triển vào cuối Chiến tranh thế giới II.

## Tính năng kỹ chiến thuật
Dữ liệu lấy từ Gordon, OKB Tupolev: A History of the Design Bureau and its Aircraft
Đặc điểm tổng quát
- Kíp lái: 5
- Chiều dài: 14.61 m (47 ft 11⅛ in)
- Sải cánh: 22.06 m (72 ft 4½ in)
- Chiều cao: 5.15 m (16 ft 10¾ in)
- Diện tích cánh: 61.26 m2 (659 ft2)
- Trọng lượng có tải: 14.250 kg (31.416 lb)
- Powerplant: 2 × Shvetsov ASh-82FN, 1380 kW (1850 hp) mỗi chiêc mỗi chiếc

Hiệu suất bay
- Vận tốc cực đại: 507 km/h (315 mph)
- Tầm bay: 4100 km (2548 dặm)
- Trần bay: 7650 m (25.100 ft)

Vũ khí trang bị
- 5 x pháo tự động 20 mm (0,79 in) Berezin B-20
- Lên tới 4.500 kg (9.900 lb) bom